# Puente Nuevo (Calanda)
El puente Nuevo de Calanda, también llamado del Infante Antonio Pascual de Borbón, es un acueducto-viaducto situado sobre el río Guadalope. Fue inaugurado en 1704.